# Muui
Muui (Hangŭl: 무의도; Hanja: 舞衣島; latinizzato Muuido) è una piccola isola della Corea del Sud. Fa parte della città metropolitana di  Incheon, a sud dell'isola di Yeongjong, che ospita l'Aeroporto Internazionale Incheon. Vicino alla costa di nord-ovest si trova la piccola isola disabitata di Silmido.